# Bridgwater
Pour les articles homonymes, voir Bridgewater.
Bridgwater est une ville industrielle et une paroisse civile située dans le comté de Somerset, en Angleterre. Elle compte environ 33 698 habitants.

## Histoire
La ville avait été ainsi nommée par le prince normand Wautier de Douai (connu comme Walter of Douai en anglais), qui prit part à la Bataille d'Hastings en 1066 et à la conquête normande de l'Angleterre avec  Guillaume le Conquérant.

## Économie
Au XIXe siècle, Bridgwater est le lieu de fabrication des briques de Bath, un modèle d'éponge à récurer.

## Lieux et monuments
- Le Port de Bridgwater qui se trouve sur la rivière Parrett.
- L'église Sainte-Marie de Bridgwater.
- La Centrale nucléaire de Hinkley Point

## Culture

### Musées
Bridgwater abrite le musée de la brique et de l'Industrie du Somerset.

### Événements culturels
Bridgwater est célèbre grâce à son spectaculaire carnaval de Guy Fawkes. Le plus grand carnaval illuminé du monde, il attire plus de 150 000 spectateurs chaque novembre.
Le 5e congrès international d'architecture moderne eut lieu à Bridgwater en 1947.

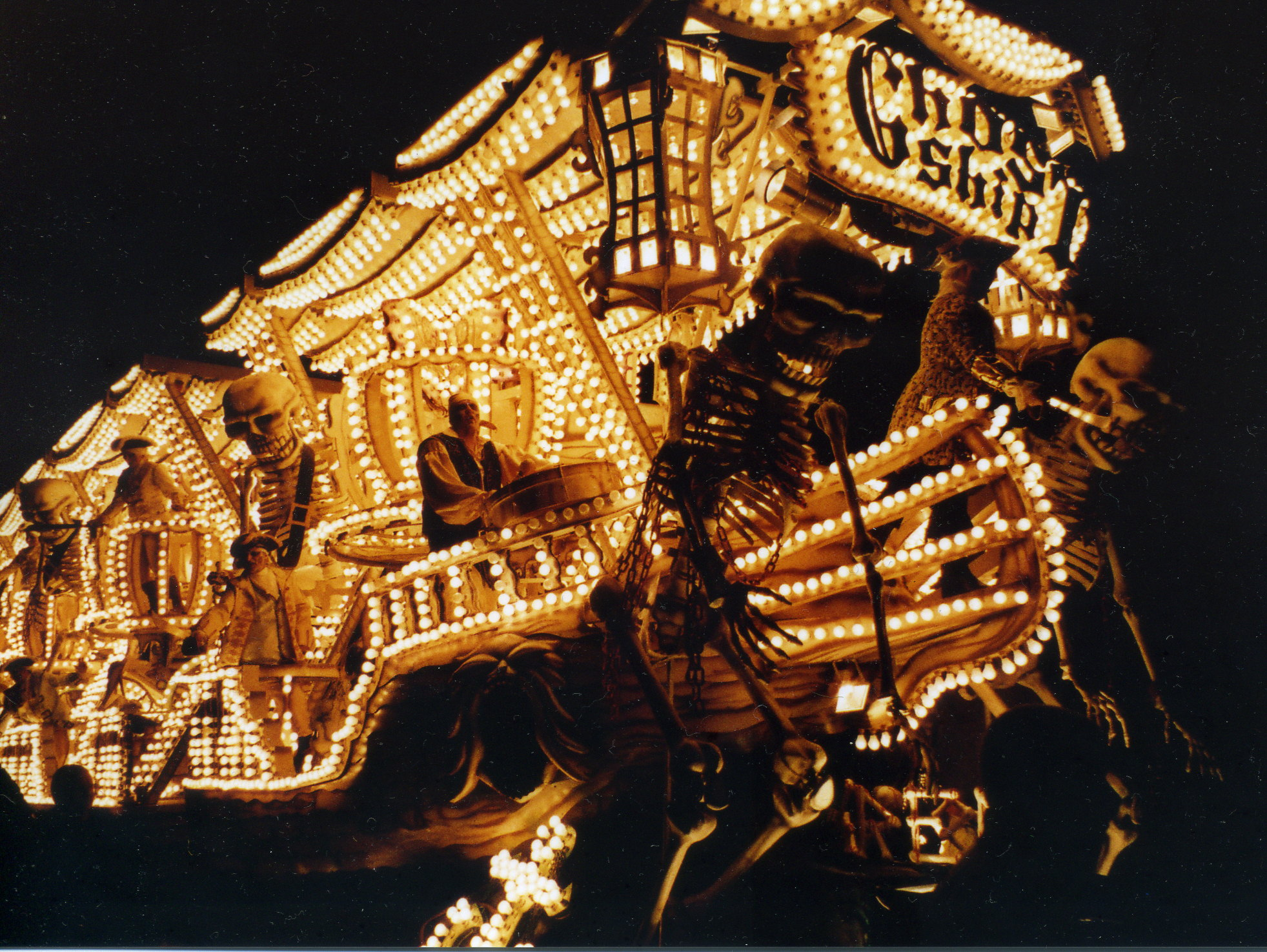
Vaisseau fantôme, Carnaval de Bridgwater 2006
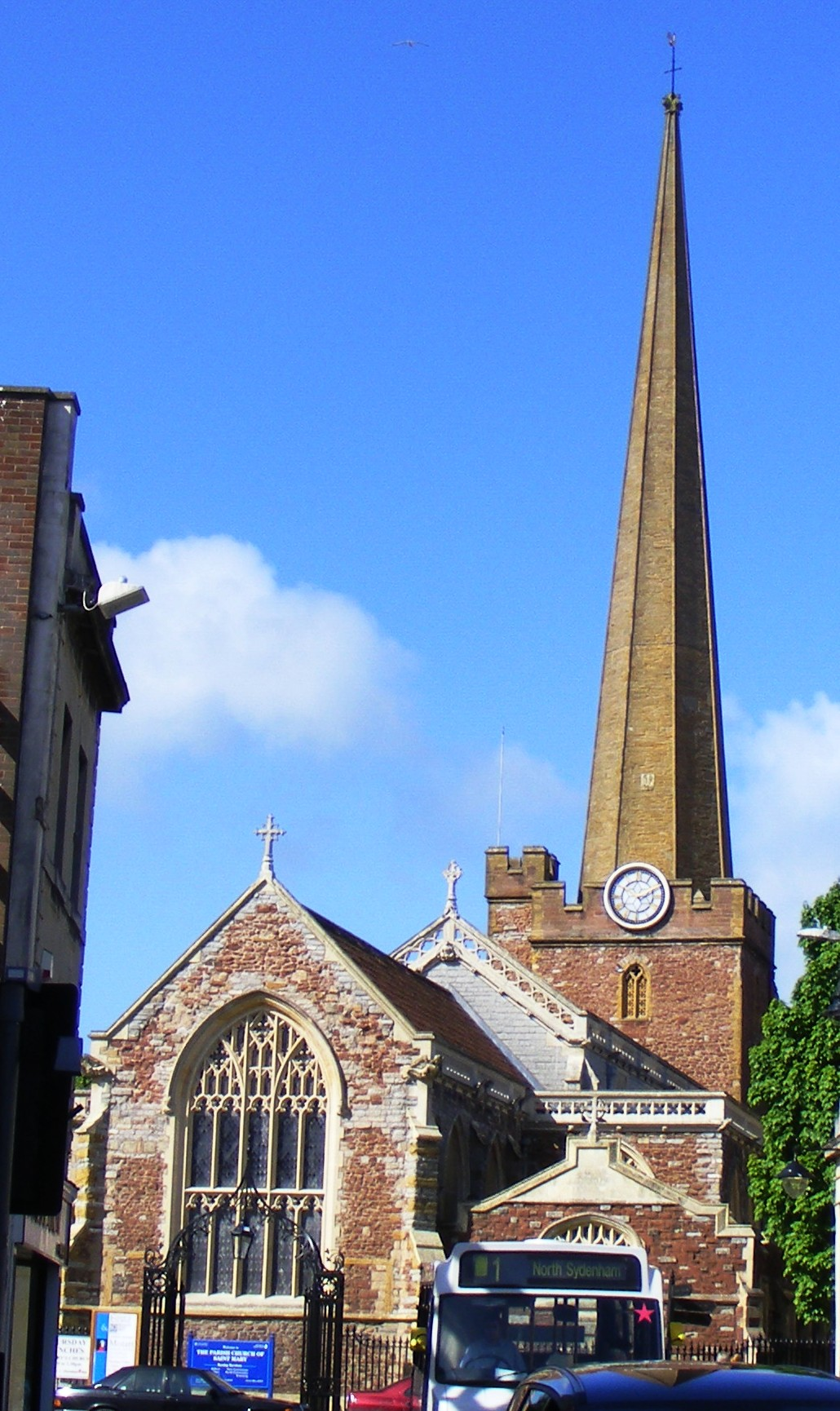
L'église de Bridgwater

## Jumelage
- La Ciotat (France)